# Musée archéologique de Saint-Marcel (Indre)
Le Musée archéologique d'Argentomagus est un établissement qui est localisé à Saint-Marcel, dans l'Indre, en région Centre-Val de Loire.

## Présentation

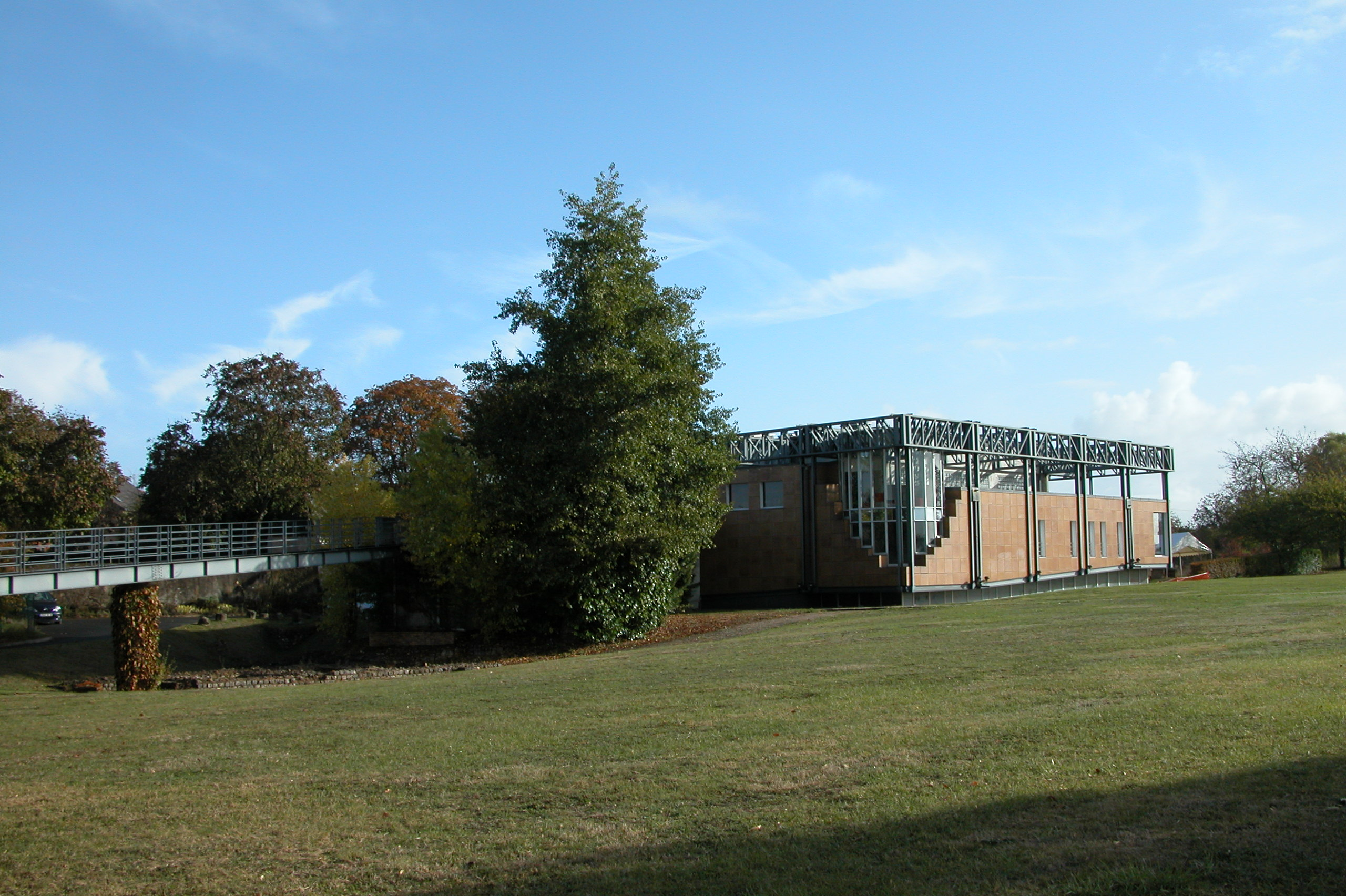
Le Musée d'Argentomagus Saint-Marcel (Indre)

Situés sur un promontoire surplombant la Creuse, les bâtiments constituant le site muséographique sont simultanément à ciel ouvert, pour la partie des vestiges gallo-romains, et sous abris, pour la partie des collections exposées et conservées. Les ruines, d'époque gallo-romaine et observant un bon état de conservation, appartiennent à l'antique municipe romaine d'Argentomagus, élevée au Ier siècle apr. J.-C. et qui succède à l'oppidum des Bituriges Cubes du même nom. Les collections sont composées d'artefacts attribués à plusieurs périodes chronologiques : le paléolithique, l'Âge du fer (périodes hallstattienne et laténienne, mais également gallo-romaine. Le bâtiment d'exposition abrite des sections dédiées à différents domaines, tels que la numismatique, la sculpture antique, ou encore des objets de verrerie et de métallurgie.

## Historique
Le Musée archéologique d'Argentomagus a ouvert ses portes en 1990, sous l'impulsion de l'archéologue et historien Gérard Coulon. Le celtologue en est l'actuel directeur et conservateur. L'établissement, bien qu'ayant subit des travaux de rénovation à la fin des années 2000, accueille à nouveau ses visiteurs en 2011. En 2015, le nombre total de visiteurs s'élevait à 17 000.

## Collections

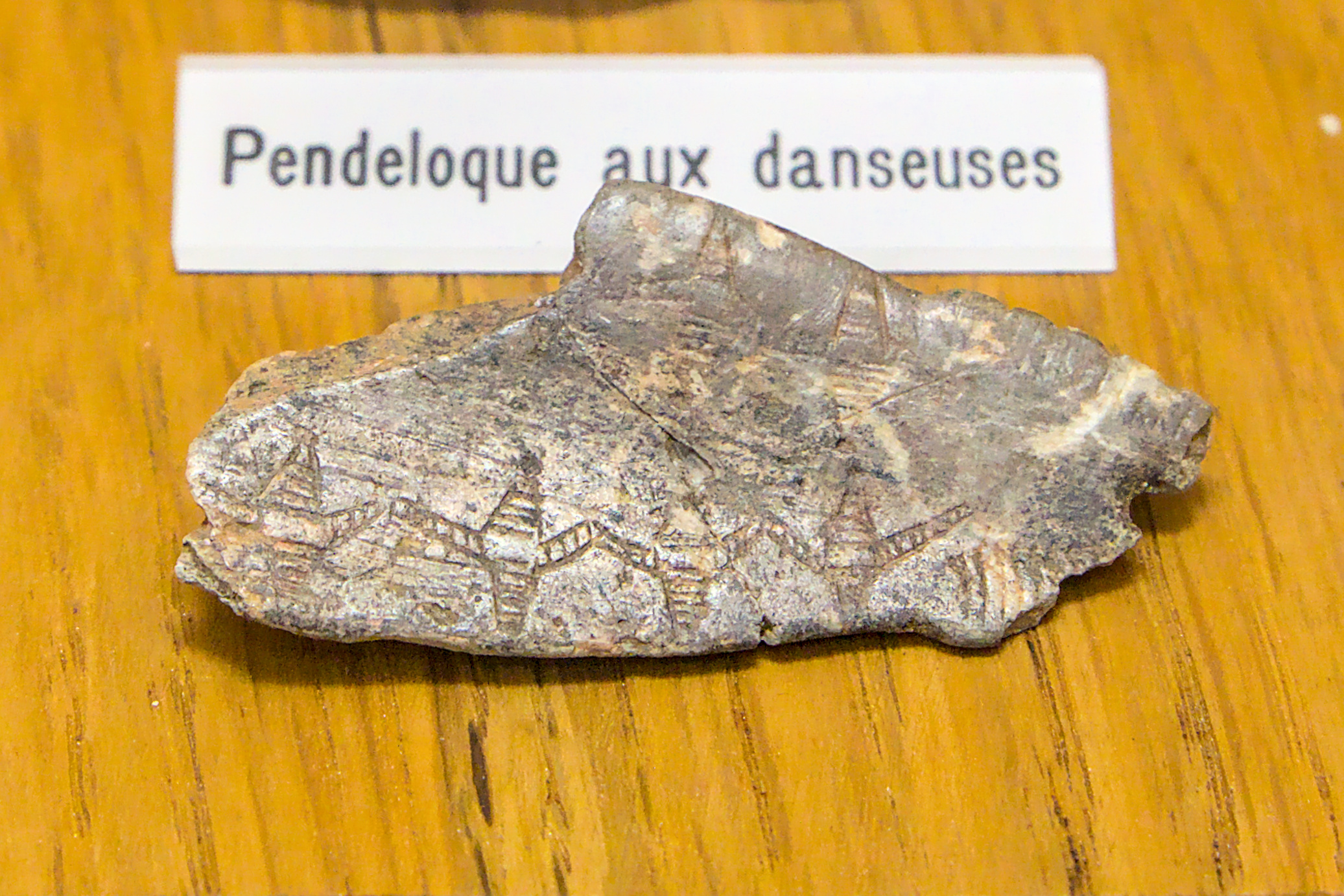
Pendeloque aux danseuses, datant du Magdalénien
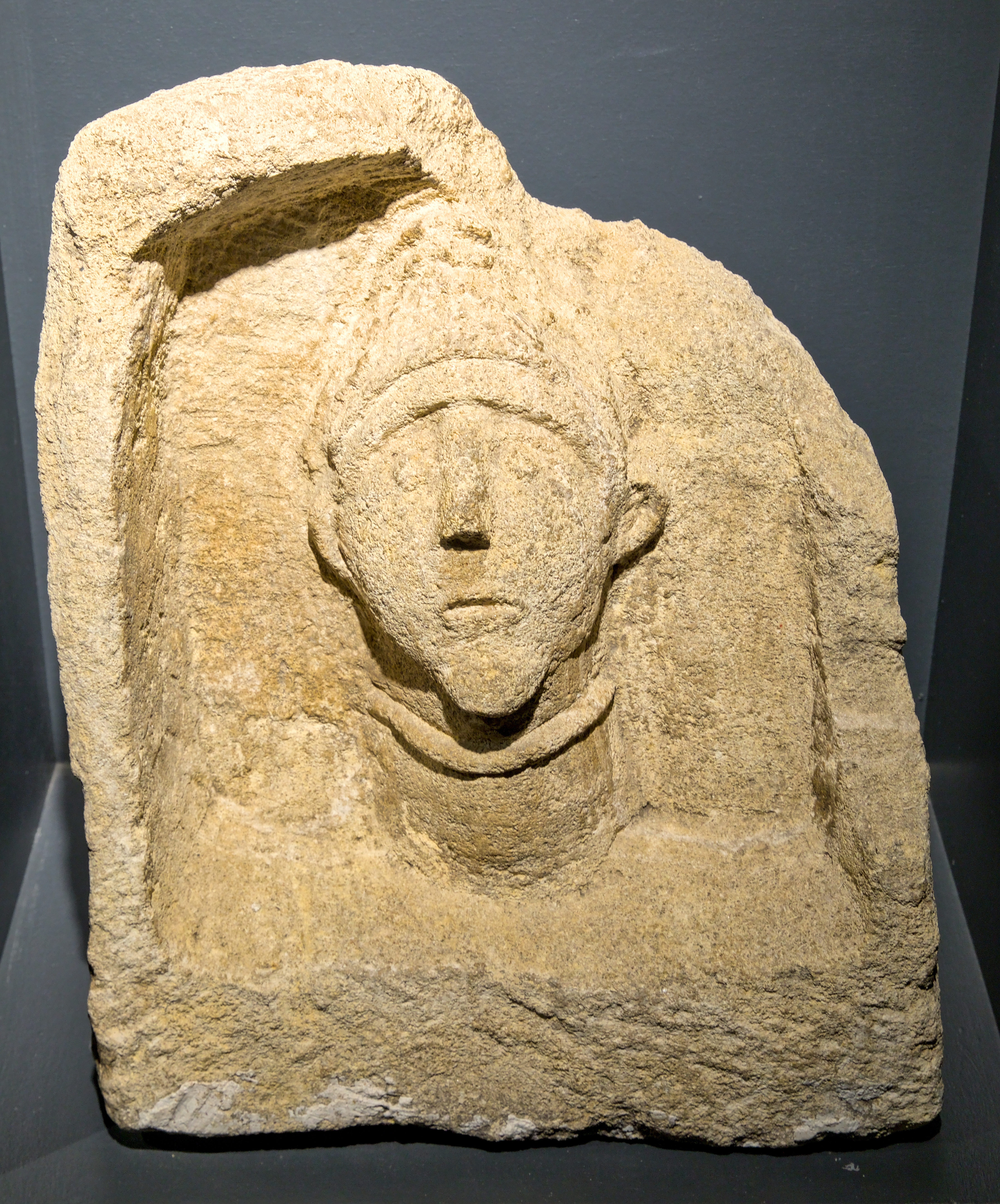
Stèle funéraire trouvée dans le cimetière gallo-romain du Champ de l'Image
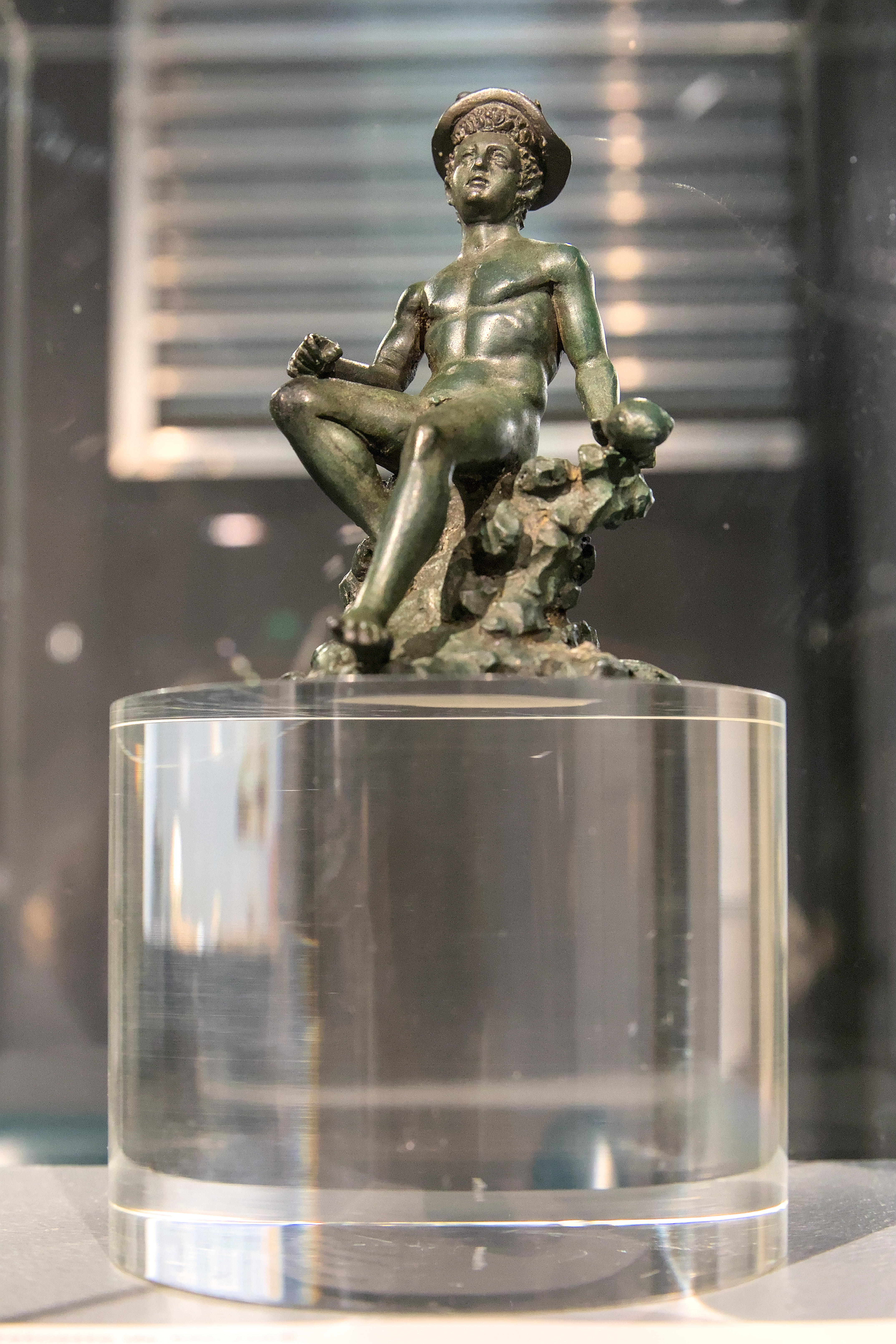
Statuette en bronze de Mercure (1er siècle)
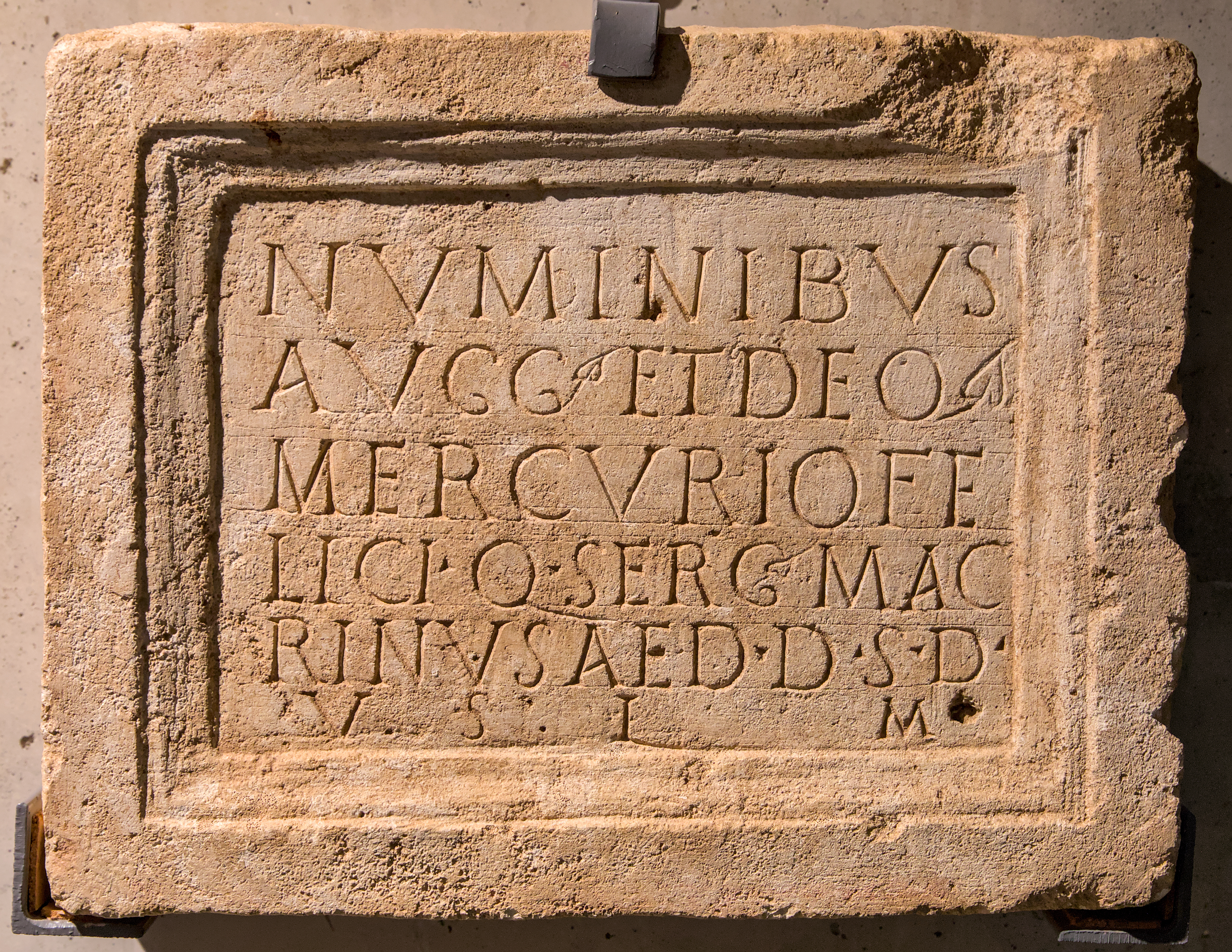
Dédicace d'un citoyen romain, Quintus Sergius Macrinus, qui voua un temple à Argentomagus à l'empereur et à Mercure
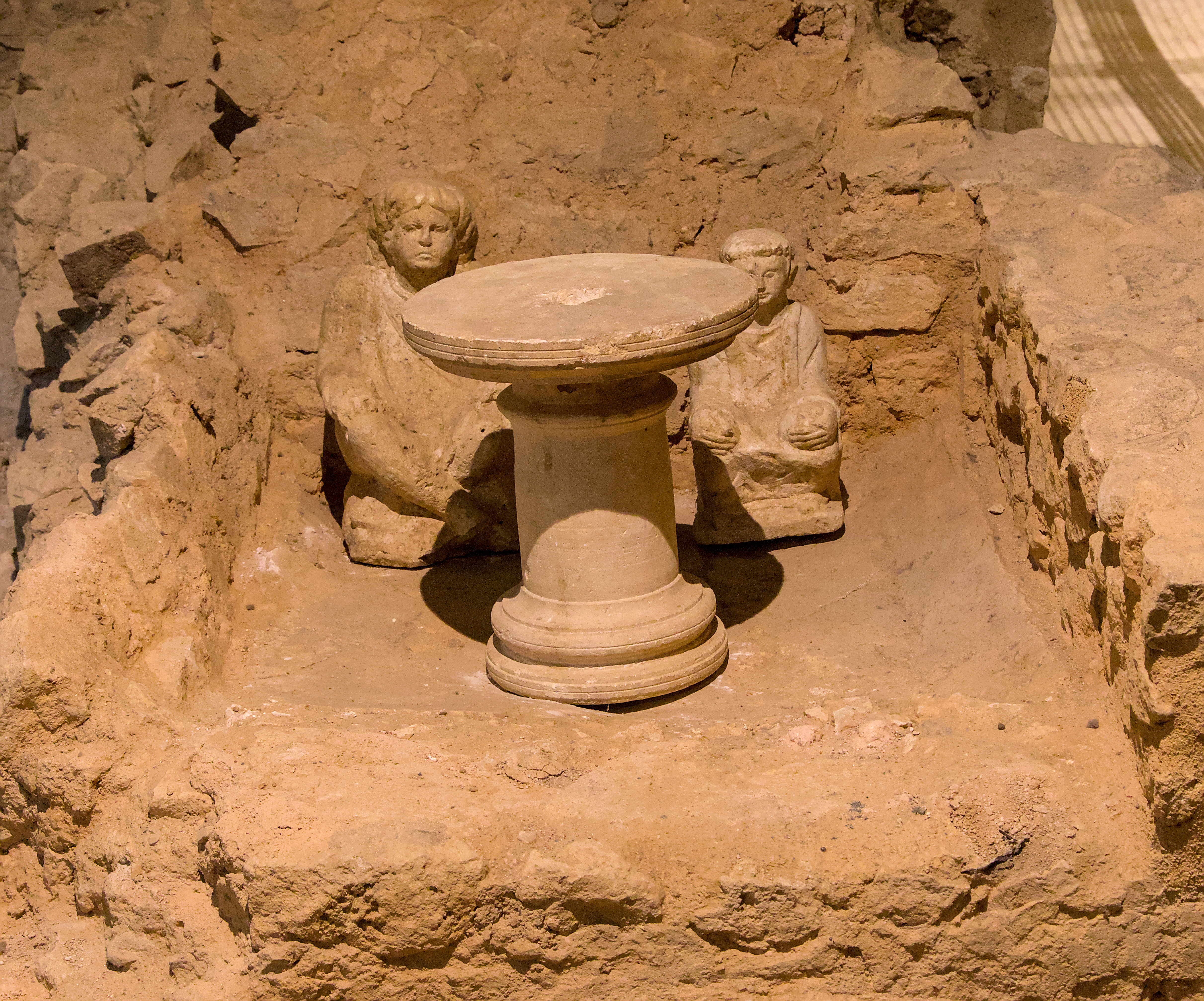
Édicule aux deux divinités, un ensemble gallo-romain découvert lors des fouilles préalables à la construction du musée
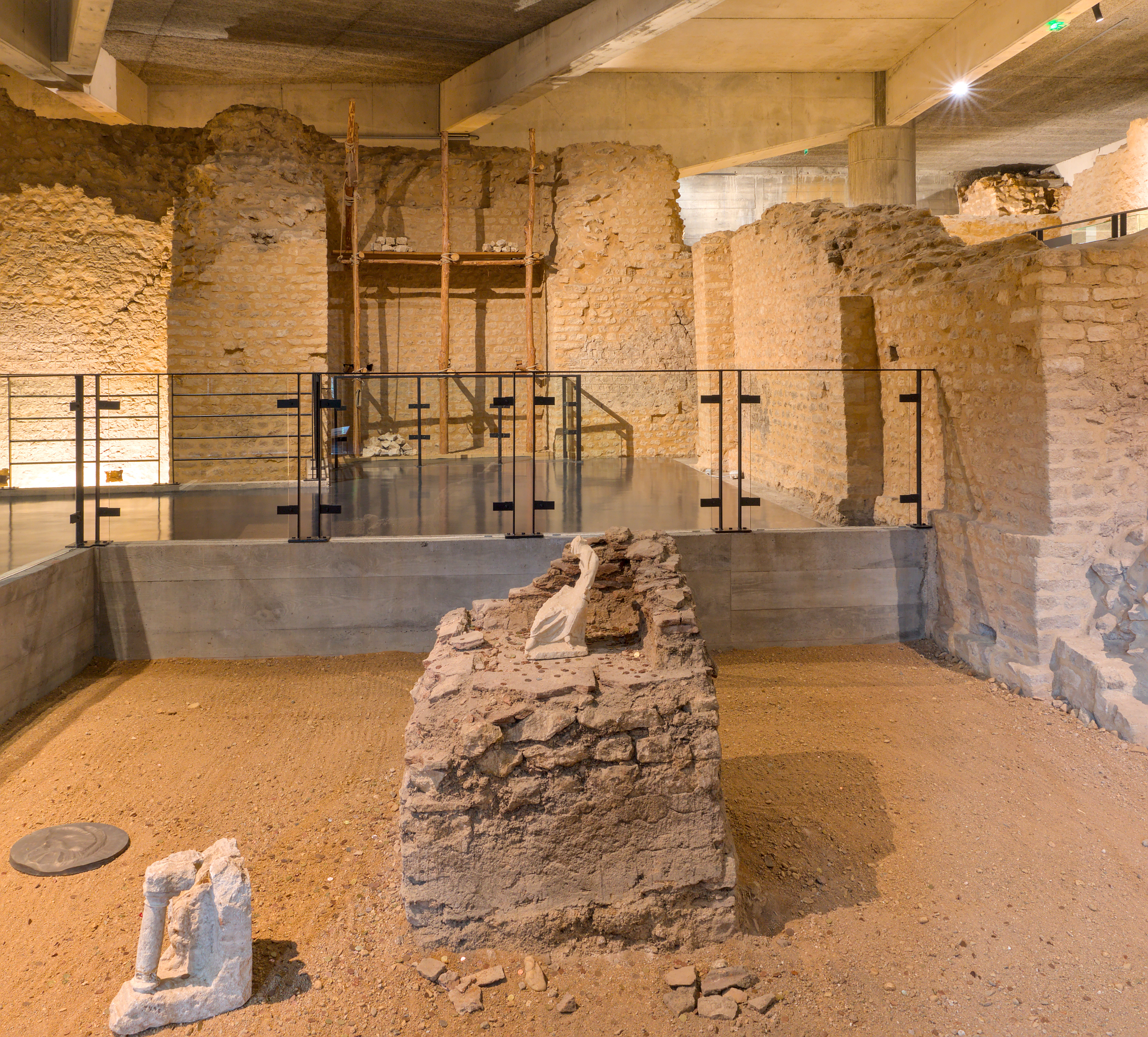
Vue d'une partie du sous-sol du musée, construit en conservant les murs d'anciennes constructions romaines, avec un autel domestique au centre

## Le site archéologique à ciel ouvert

Le site gallo-romain d'Argentomagus
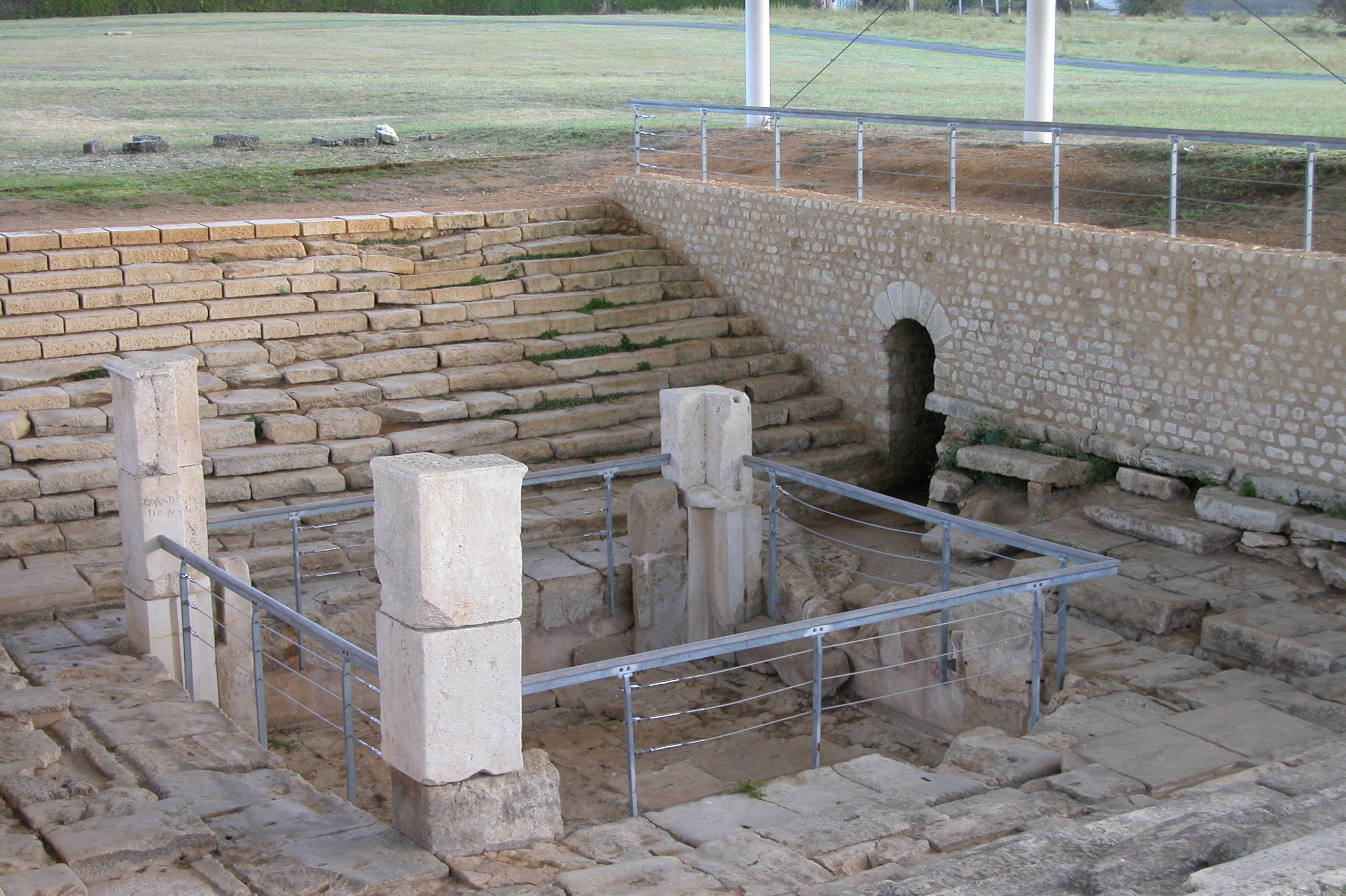
La fontaine gallo-romaine
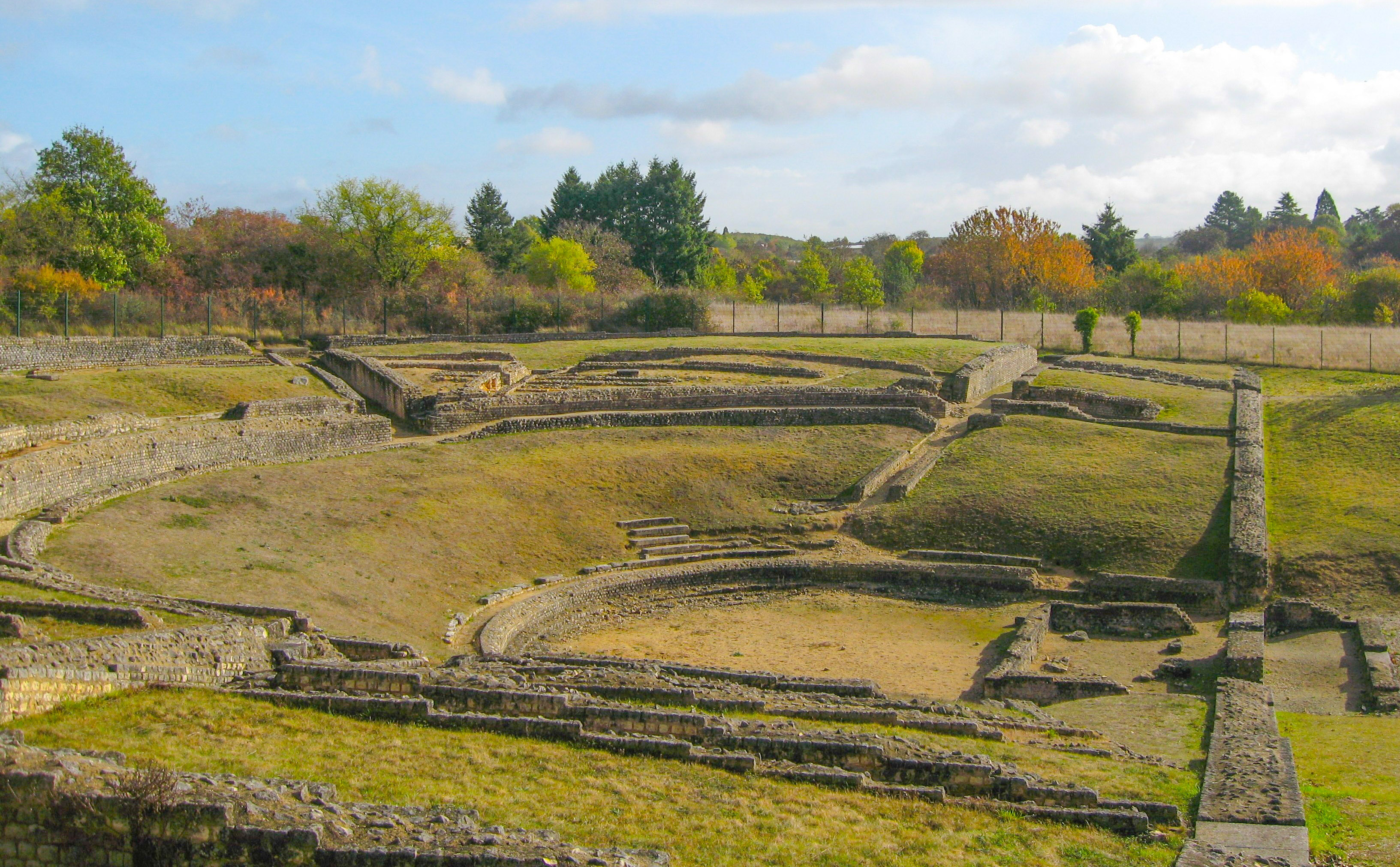
Le théâtre d'Argentomagus.